# Ti Aars Stiftelsesfesten den 25. Juli 1926 i Holbæk
|  | Denne artikel er oprettet af botten Steenthbot ud fra en ekstern database. Den kan derfor have sproglige fejl eller mangler. Denne skabelon kan fjernes efter kontrol af indholdet. |

Ti Aars Stiftelsesfesten den 25. Juli 1926 i Holbæk er en dansk dokumentarisk optagelse fra 1926.

## Handling
I Holbæk afholder Feltartilleriforeningen 10 års stiftelsesfest den 25. juli 1926. Oberstløjtnant Ervald modtager honnør af batteriet Clausen og hilser på de gamle feltartillerister. Efterfølgende opvisning og underholdning til hest: Troika, Jeu de Barre, En hest for lidt og tandemridning. Unge mænd viser Bukhs gymnastik og stokkeslag. Herefter kvadrilleridning samt springning og så hele batteriet i marken. Bestyrelsen og de to arrangører, overofficient Andersen og formand, fhv. sergent Petersen præsenteres. Til slut ankommer batteriet til Holbæk kaserne.